# Scaphodactylus simus
Scaphodactylus simus is een vlokreeftensoort uit de familie van de Stenothoidae. De wetenschappelijke naam van de soort is voor het eerst geldig gepubliceerd in 1994 door Rauschert & Andres.